# Maria Euphemia Zurlauben

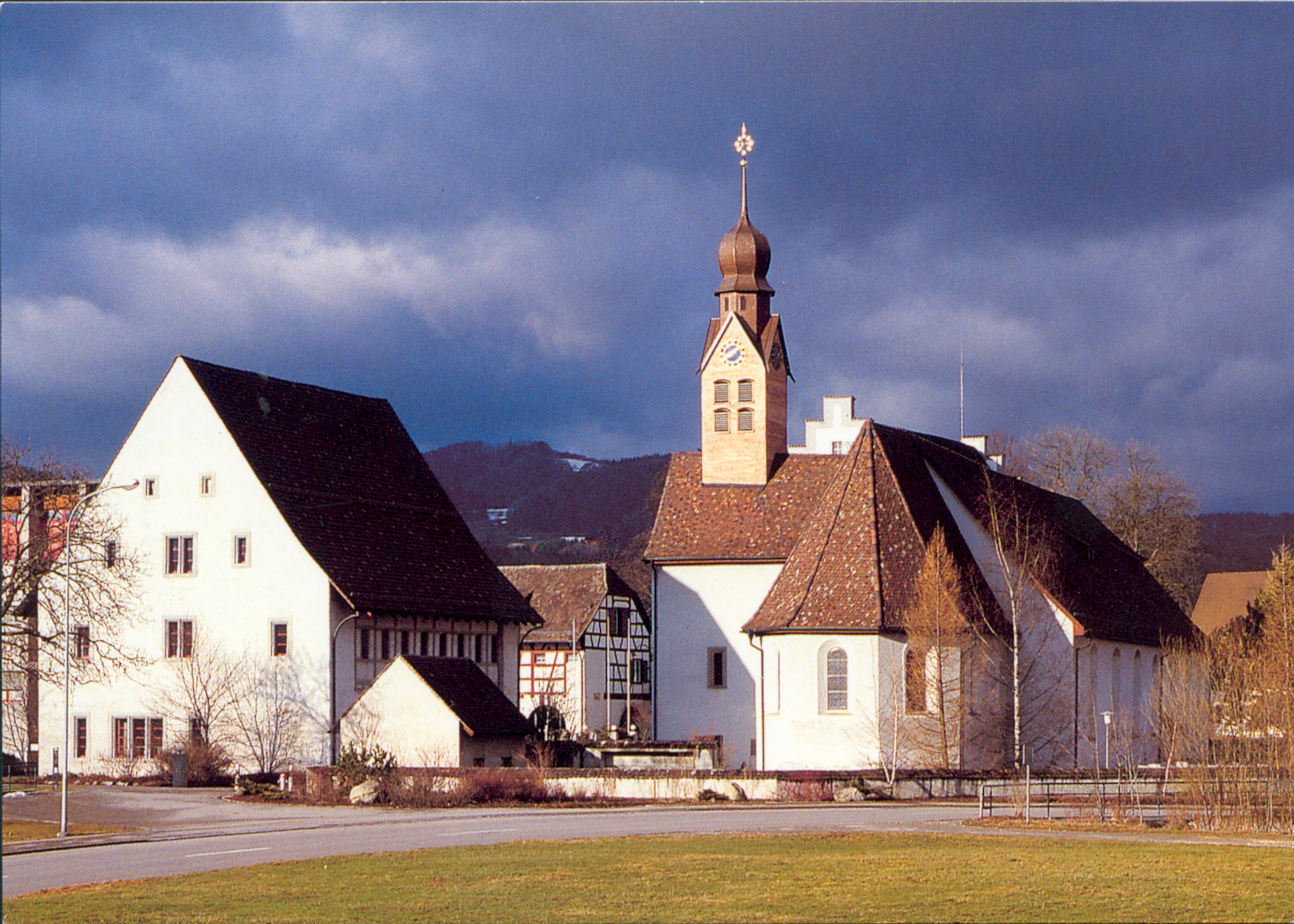
Klosterkirche Tänikon und ehemaliges Refektorium (links)

Maria Euphemia Zurlauben (* als Maria Anna Zurlauben am 2. April 1657 in Zug; heimatberechtigt ebenda; † 2. April 1737 in Tänikon) war eine Schweizer Äbtissin und Archivarin aus dem Zuger Geschlecht Zurlauben.

## Leben und Wirken
Maria Anna Zurlauben war Tochter des Heinrich (II.) Zurlauben. Sie war zwei Jahre Tischtochter im Zisterzienserinnenkloster Tänikon und legte dann 1672 die Profess ab. Im Kloster übernahm sie die Ämter der Kornmeisterin und Subpriorin. Zurlauben legte 1699 als Archivarin ein Kopiar der Klosteroffnungen an. Für das Klosterarchiv erstellte sie ein Repertorium, das sie 1734 ergänzte.
Maria Euphemia Zurlauben wurde 1707 zur Äbtissin des Klosters Tänikon gewählt und übte das Amt bis zu ihrem Tod am 2. April 1737 aus.

## Belege
1. 1 2  Urs Amacher: Maria Euphemia Zurlauben. In: Historisches Lexikon der Schweiz.  3. März 2014.

| Vorgänger                | Amt                            | Nachfolger               |
| ------------------------ | ------------------------------ | ------------------------ |
| Maria Elisabeth Dietrich | Äbtissin von Tänikon 1707–1737 | Euphemia Dorothea Ceberg |

| Personendaten    | Personendaten                     |
| ---------------- | --------------------------------- |
| NAME             | Zurlauben, Maria Euphemia         |
| ALTERNATIVNAMEN  | Zurlauben, Maria Anna (Taufname)  |
| KURZBESCHREIBUNG | Schweizer Äbtissin und Archivarin |
| GEBURTSDATUM     | 2. April 1657                     |
| GEBURTSORT       | Zug, Schweiz                      |
| STERBEDATUM      | 2. April 1737                     |
| STERBEORT        | Tänikon, Schweiz                  |